# Melita
La melita es un mineral de la clase de los minerales compuestos orgánicos. Fue descubierta en 1789 en Artern, en el estado de Turingia (Alemania), siendo nombrada del griego meli que significa "miel", en alusión a su color. Sinónimos poco usados son: xilocriptita o piedra-miel.

## Características químicas

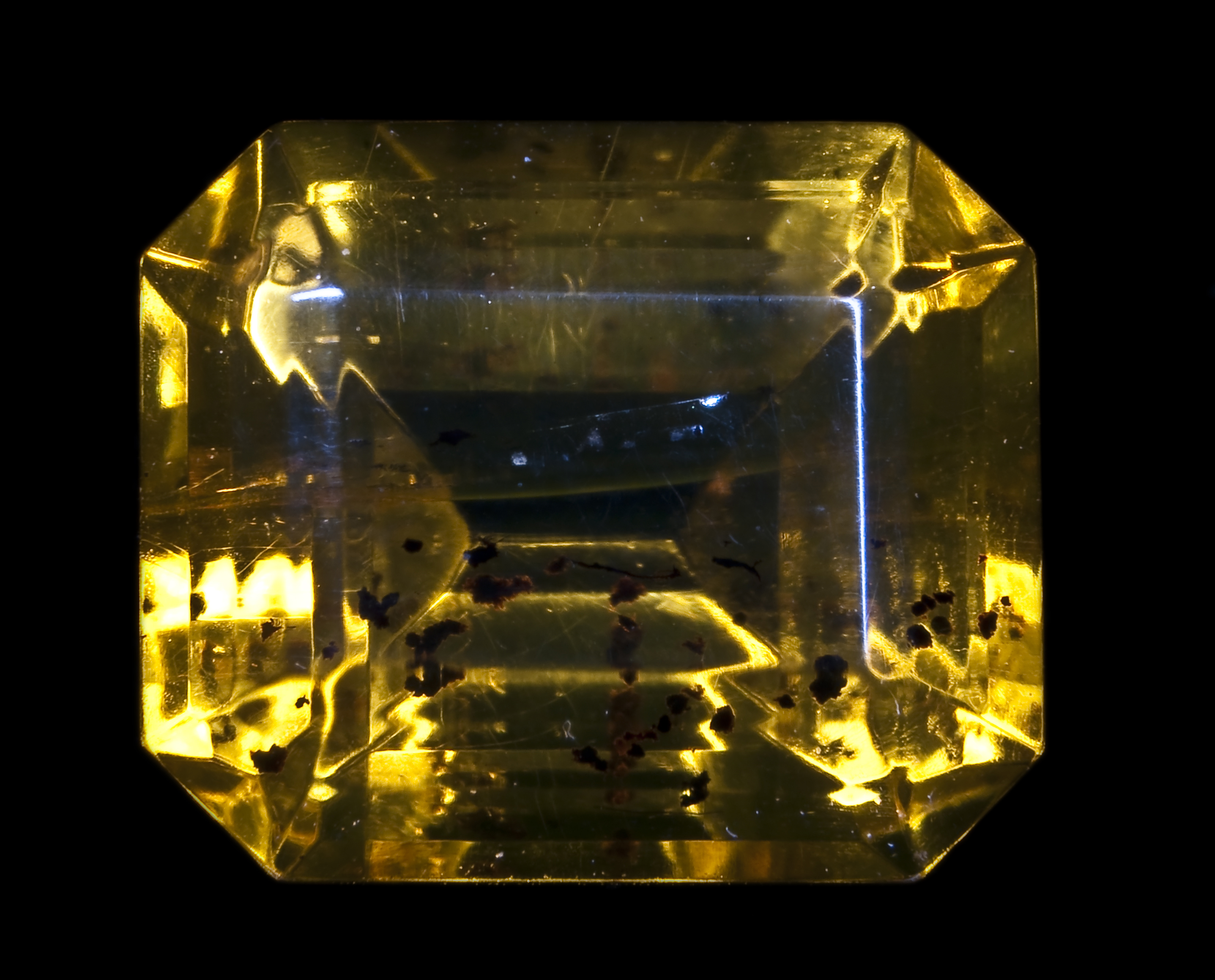
Melita tallada.

Su estructura química es de una sal de ácido orgánico, un derivado del benceno. Si denominamos melilato al ion benceno-hexacarboxilato, entonces podríamos decir que la melita es un melilato de aluminio hidratado.

## Formación y yacimientos
Aparece como mineral secundario muy poco común en yacimientos de carbón y lignito, que sean ricos en aluminio típicamente proveniente de la arcilla.

## Usos
La variedad más transparente tallada puede usarse como gema de escaso valor.